# Verblendung (2011)
Verblendung (Originaltitel: The Girl with the Dragon Tattoo) ist ein Thriller des Regisseurs David Fincher aus dem Jahr 2011 und eine Neuverfilmung des gleichnamigen Romans und ersten Teils der Millennium-Trilogie des Autors Stieg Larsson.

## Handlung
Die Handlung spielt in Schweden im Jahr 2009. Der Unternehmer Henrik Vanger bekommt jedes Jahr von einem anonymen Absender zu seinem Geburtstag mit der Post eine in einem schwarzen Bilderrahmen gefasste, gepresste Blume. Er vermutet, dass sie ihm vom Mörder seiner Großnichte Harriet, die im Sommer 1966 spurlos verschwand, geschickt wird, um ihn in den Wahnsinn zu treiben. Sie hatte ihm stets eine solche Blume zum Geburtstag geschenkt.
Henrik startet einen letzten Versuch, das Rätsel um Harriet aufzuklären. Er beauftragt den Stockholmer Enthüllungsjournalisten Mikael Blomkvist, der bei Ermittlungen gegen den kriminellen Unternehmer Wennerström auf gefälschte Dokumente hereingefallen und wegen Verleumdung zu einer Geldstrafe von 600.000 Kronen verurteilt worden war. Blomkvist scheidet aus der Redaktion der Zeitschrift Millennium aus, an der er finanziell beteiligt ist, und nimmt Henriks Angebot an. Als Gegenleistung verspricht Henrik ihm neben viel Geld auch Insiderinformationen über Wennerström, damit Mikael einen zweiten Versuch starten kann, dessen Machenschaften aufzudecken.
Henriks Rechtsanwalt Frode hatte Blomkvist zuvor durch eine Detektei überprüfen lassen, die dafür die junge Hackerin Lisbeth Salander einsetzte. Sie steht wegen ihrer von Gewalt geprägten Kindheit und wegen eines psychiatrischen Gutachtens unter Vormundschaft. Ihr neuer Vormund, Rechtsanwalt Bjurman, benutzt seine Machtposition, um Lisbeth sexuell zu missbrauchen. Bei einem Besuch Lisbeths in seiner Wohnung vergewaltigt er sie zudem. Lisbeth hatte mit weiterem sexuellen Missbrauch, wenn auch keiner Vergewaltigung, gerechnet und deshalb eine Kamera parat gehabt, die die Tat auf Video aufzeichnete. Nachdem sie sich von der Tat erholt hat, rächt sie sich: Unter dem Vorwand, Geld zu benötigen, besucht sie Bjurman ein weiteres Mal, überwältigt ihn mit einem Elektroschocker und fesselt ihn. Dann lässt Lisbeth ihn ihr Vergewaltigungsvideo anschauen, damit er sich so fühlen muss wie sie. Folgerichtig vergewaltigt sie Bjurman mit einem metallenen Dildo. Lisbeth droht ihm mit der Veröffentlichung des Videos und fordert von ihm, positiv über ihre psychische Entwicklung zu berichten und ihren Forderungen, z. B. finanziellen, nachzukommen. Zudem nimmt Lisbeth Bjurmans Wohnungsschlüssel an sich und droht ihm an, ihn umzubringen, sollte sie ihn mit einer Frau in seiner Wohnung antreffen. Dann tätowiert sie ihm den Satz „Ich bin ein Vergewaltigerschwein“ auf den Oberkörper, wobei er in Ohnmacht fällt. Von nun an hat sie ihn in der Hand.
Mikael bezieht ein Gästehaus auf der Insel, auf der die Familie Vanger wohnt, und beginnt alle von Henrik gesammelten Unterlagen zum Verschwinden von Harriet erneut zu sichten. Nach einem kurzen Besuch seiner Tochter erkennt Mikael einen Zusammenhang zwischen den von Harriet in ihrem Tagebuch vermerkten Namen und Nummern. Es handelt sich dabei nicht – wie von der Polizei angenommen – um Telefonnummern, sondern um Bibelzitate. Mikael kann einen der Namen mit einem Mord in Verbindung bringen und bittet seinen Auftraggeber, ihm einen zusätzlichen Ermittler zur Seite zu stellen, um die weiteren Namen und Bibelzitate mit Morden in Übereinstimmung bringen zu können. Lisbeth übernimmt diese Aufgabe, sie und Mikael beginnen eine Affäre.
Nach und nach finden die beiden bei den Morden mehrere Spuren, die auf Gottfried Vanger weisen, den Vater des derzeitigen Firmeninhabers Martin. Beim letzten Mord war Gottfried allerdings bereits gestorben.
Als sich Mikael nachts zu Fuß Martins Haus auf einer Anhöhe auf der Insel nähert, um etwaige Beweise gegen ihn zu finden, ist dieser gerade mit dem Auto zu Mikael unterwegs. Mikael dringt ins Haus ein und findet eine gesicherte Kellertür. Martin kehrt zurück, entdeckt den Eindringling im Gelände vor dem Haus und lockt ihn unter einem Vorwand zurück ins Innere. Martin hat bereits erkannt, dass man ihm auf der Spur ist, und lässt sich nichts anmerken. Er hat aber Tage davor einen Warnschuss auf Mikael abgegeben. Es gelingt Martin, Mikael zu überwältigen. In seinem Folterkeller hinter der gesicherten Tür erzählt er freimütig von seinen Morden an mehreren Frauen, gerät aber aus der Fassung, dass Mikael ihm nichts Neues über den Verbleib seiner Schwester berichten kann. Daraufhin fesselt und misshandelt er Mikael. Bevor er jedoch Mikael ermorden kann, erscheint Lisbeth, die durch ihre Überwachungskameras wusste, dass Martin ihn zuvor hatte aufsuchen wollen. Indem sie Martin niederschlägt, kann sie Mikael retten. Martin flieht mit seinem Auto und wird von Lisbeth auf dem Motorrad verfolgt. Als er von der Straße abkommt und sich überschlägt, schaut sie zu, wie er im brennenden Autowrack stirbt. Es gibt jedoch keine Anhaltspunkte, dass Martin auch seine Schwester getötet hat. Daher schließt Mikael, dass diese immer noch leben müsste, und vermutet, dass die in London lebende Cousine Anita ihren Aufenthaltsort kennt. Mikael und Lisbeth fliegen nach London, unterrichten Anita vom Tod Martins und überwachen ihre Reaktion. Da keine Kontaktaufnahme mit Harriet erfolgt, gibt es nur zwei Möglichkeiten: Anita weiß, dass ihre Cousine tot ist, oder sie ist selbst Harriet. Und tatsächlich gibt Anita schließlich zu, in Wirklichkeit Harriet zu sein.
Gottfried hatte seine Tochter regelmäßig vergewaltigt. Eines Abends war er so betrunken, dass er vor ihr mit den Frauenmorden prahlte, worauf sie ihn an einem Bootssteg mit einem Ruder niederschlug, sodass er ins Wasser fiel und ertrank. Sein Tod wurde damals einem alkoholbedingten Sturz zugeschrieben. Martin hatte die Tat jedoch beobachtet und setzte die Untaten seines Vaters fort. Daher beschloss Harriet, sich durch Flucht dem weiteren sexuellen Missbrauch, nun durch ihren Bruder, zu entziehen. Mit Hilfe ihrer Cousine Anita floh sie von der Insel und lebte nach dem Unfalltod Anitas mit deren Identität in London. Sie schickte Henrik stets die Blumen, in der Hoffnung, dass er dies als Lebenszeichen von ihr erkenne. Mikael führt sie und Henrik wieder zusammen.
Die als Belohnung versprochenen Informationen über Wennerström erweisen sich aber als wertlos. Durch Hacken gelingt es Lisbeth jedoch, Wennerström illegale Waffengeschäfte nachzuweisen, was Mikael nutzt, um seinen Ruf wiederherzustellen und Ermittlungen gegen Wennerström zu veranlassen. Mit einem Darlehen von Mikael, verkleidet und unter falscher Identität schafft es Lisbeth in der Schweiz, das Geld aus diesen Geschäften von Wennerströms Konten auf eigene Konten umzuleiten und so an ein Milliardenvermögen zu kommen. Kurz darauf wird Wennerström ermordet aufgefunden. Lisbeth glaubt an eine gemeinsame Zukunft mit Mikael, dem sie ihre Finanztransaktionen verheimlicht hat, und sieht in ihm ihren ersten echten Freund. Ihre Hoffnung auf eine Beziehung muss sie allerdings begraben, als sie ihn eng umschlungen mit der Millennium-Herausgeberin, mit der er seit längerem liiert ist, aus der Zeitungsredaktion kommen sieht.

## Hintergrund

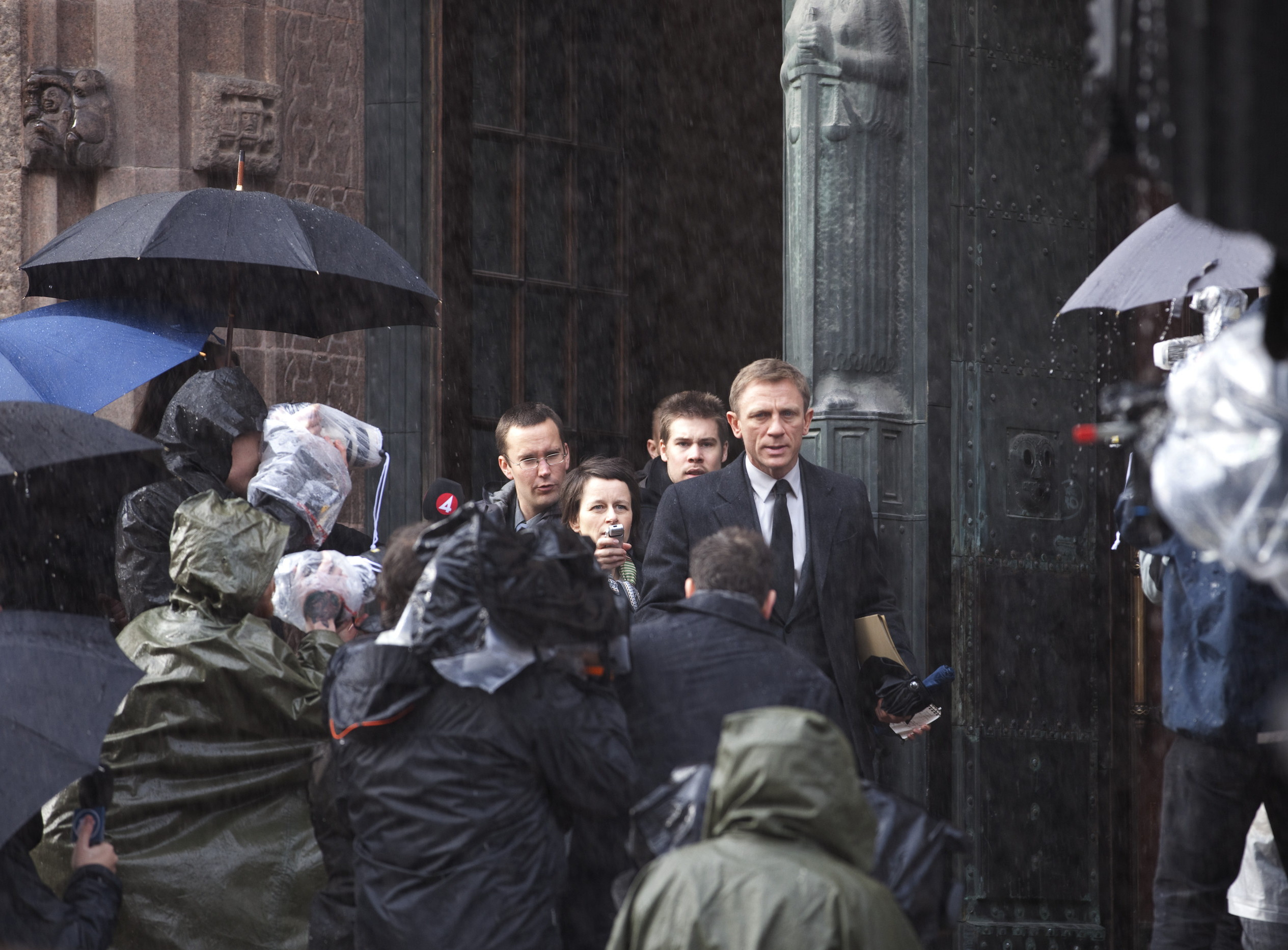
Daniel Craig bei den Filmaufnahmen in Stockholm, 2011

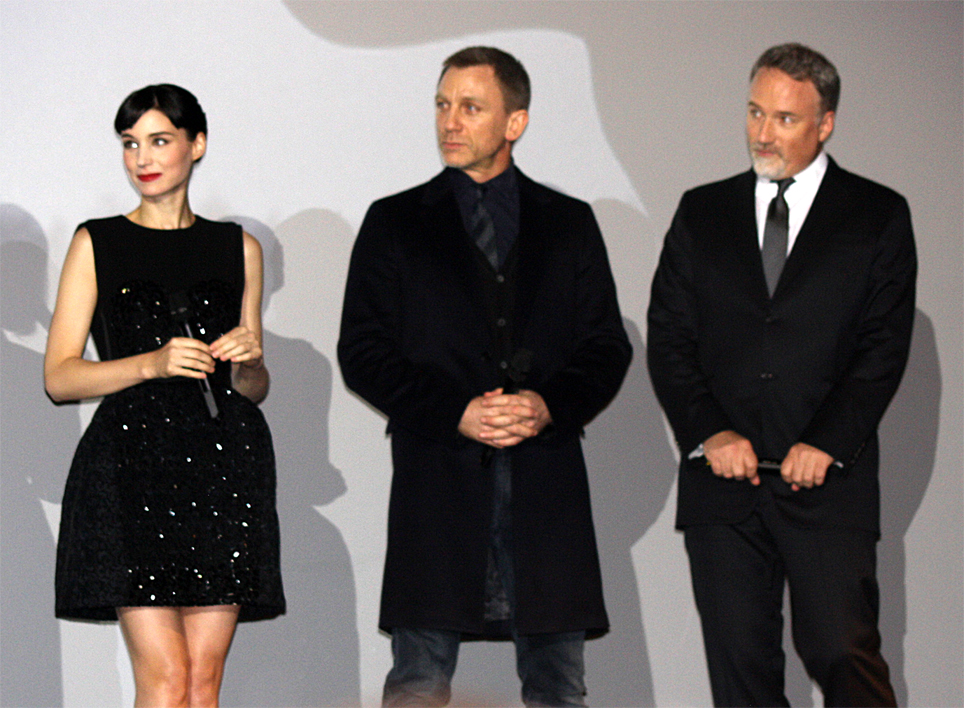
Rooney Mara, Daniel Craig und David Fincher bei der Pariser Premiere (Januar 2012)

Die Erstaufführung fand am 12. Dezember 2011 in London statt. Kinostart in den USA war am 20. Dezember 2011, der deutsche Kinostart erfolgte am 12. Januar 2012.
Ein Großteil der Filmaufnahmen fanden an entsprechenden Drehorten in Stockholm und ganz Schweden statt. Die Brücke von Hedeby befindet sich in Segersta, die Parade wurde in Uppsala gedreht, einige der Häuser, insbesondere das Vanger-Anwesen, befinden sich in Södermanlands Iän, insbesondere in den Gemeinden Gnesta und Katrineholm. Weitere Drehorte waren unter anderem London, der Flughafen Oslo-Gardermoen sowie der Flughafen Zürich.
Die Musik zum Film wurde von Trent Reznor und Atticus Ross geschaffen, die mit Fincher schon bei der Filmmusik für The Social Network zusammengearbeitet hatten. Für die Einleitung coverte Reznor zusammen mit Karen O Led Zeppelins Immigrant song.
Auffällig im gesamten Film ist der Einsatz von Produktplatzierung, der teilweise direkt auf die Romanvorlage zurückzuführen ist.

## Abweichungen von der Romanvorlage
Während die erste Verfilmung den Inhalt des Romans an einigen Stellen frei interpretierte, zeitliche Abläufe änderte und gewisse Zusammenhänge anders darstellte, hält sich Finchers Neuverfilmung wesentlich enger an die Vorlage. Zwar musste auch hier die Handlung gestrafft werden, jedoch konnte dies ohne größere Eingriffe umgesetzt werden. Im Buch lebt Anita noch, während Harriet verwitwet ist und eine große Schaffarm in Australien leitet. Nachdem Martin schwer von Lisbeth verletzt wurde, flieht er auf die E4 und lenkt sein Fahrzeug frontal in einen Lastwagen. Statt einer Lederjacke will Lisbeth Mikael am Ende des Buches ein Metallschild mit einem Motiv von Elvis Presley schenken, wirft dieses jedoch – als sie Mikael mit Erika im Arm sieht – wie auch im Film in den nächsten Müllbehälter. Entfallen sind u. a. die Vorgeschichte zum Zeitungsartikel über Wennerström, Mikaels Affäre mit Cecilia Vanger, sein Gefängnisaufenthalt, seine regelmäßigen Cafébesuche in Hedeby und der längere Aufenthalt in Sandhamn.

## Kritik
„Schön düster, schön gefilmt. Doch wer braucht’s? David Finchers US-Remake von Verblendung hält sich zu eng an Stieg Larssons Bestseller und fügt dem schwedischen Originalfilm kaum etwas hinzu. Bis auf Rooney Mara. Die Newcomerin begeistert als Lisbeth Salander.“

„Grandios gespielter und virtuos inszenierter Thriller für Erwachsene, mit dem David Fincher zu seinen ‚Sieben‘-Wurzeln zurückkehrt.“

## Auszeichnungen
Der Film erhielt bei der Oscarverleihung 2012 die Auszeichnung für den besten Schnitt sowie vier weitere Nominierungen (Beste Hauptdarstellerin – Rooney Mara, Kamera, Ton, Tonschnitt) und wurde für zwei Golden Globe Awards 2012 (Beste Hauptdarstellerin in einem Drama – Rooney Mara, Beste Filmmusik) nominiert. Die Writers Guild of America vergab eine Nominierung für die Writers Guild Awards 2012 in der Kategorie Adaptiertes Drehbuch und die Producers Guild of America nominierte die Produzenten des Films für die Producers of the Year Awards. Weiterhin befindet er sich auf der Liste der 10 besten Filme des Jahres 2011 des American Film Institutes und erhielt somit den „AFI Award“.

## Synchronisation
Die deutschsprachige Synchronisation entstand durch die FFS Film- und Fernseh-Synchron GmbH, Berlin, nach einem Dialogbuch von Sven Hasper, der auch die Dialogregie übernahm.
| Rolle                 | Darsteller            | Synchronsprecher         |
| --------------------- | --------------------- | ------------------------ |
| Mikael Blomkvist      | Daniel Craig          | Dietmar Wunder           |
| Lisbeth Salander      | Rooney Mara           | Kaya Marie Möller        |
| Henrik Vanger         | Christopher Plummer   | Lothar Blumhagen         |
| Martin Vanger         | Stellan Skarsgård     | Detlef Bierstedt         |
| Dirch Frode           | Steven Berkoff        | Otto Mellies             |
| Erika Berger          | Robin Wright          | Irina von Bentheim       |
| Nils Bjurman          | Yorick van Wageningen | Olaf Reichmann           |
| Anita Vanger          | Joely Richardson      | Christin Marquitan       |
| Cecilia Vanger        | Geraldine James       | Kerstin Sanders-Dornseif |
| Dragan Armansky       | Goran Visnjic         | Oliver Siebeck           |
| Polizeibeamter Morell | Donald Sumpter        | Friedrich Georg Beckhaus |
| Hans Erik Wennerström | Ulf Friberg           | Peter Flechtner          |
| Plague                | Tony Way              | Tobias Müller            |
| Pernilla Blomkvist    | Josefin Asplund       | Luisa Wietzorek          |
| Gunnar Nilsson        | Mats Andersson        | Uli Krohm                |